# Élections sénatoriales de 2023 à Mayotte
Les élections sénatoriales de 2023 à Mayotte sont des élections se déroulant, sous la Cinquième République, dans le cadre des élections sénatoriales françaises de 2023, dans le département de Mayotte, le dimanche 24 septembre 2023.
Elles ont pour but d'élire les sénateurs représentant le département au Sénat pour un mandat de six années. Le scrutin majoritaire uninominal à deux tours s'applique dans les circonscriptions élisant un ou deux sénateurs. Pour être élu au premier tour, il faut obtenir la majorité absolue des suffrages exprimés et un nombre de voix égal au quart des électeurs inscrits. À défaut, un second tour est organisé, où la majorité relative suffit. En cas d'égalité des suffrages, le plus âgé des candidats est élu.

## Contexte départemental
Lors des élections sénatoriales de 2017 à Mayotte, deux sénateurs sont élus : Thani Mohamed Soilihi (LREM) et Abdallah Hassani (MDM)
Depuis, tous les effectifs du collège électoral des grands électeurs ont été renouvelés, avec les élections municipales françaises de 2020, les élections départementales françaises de 2021, et enfin les élections législatives françaises de 2022.
La liste des grands électeurs a été fixée le 16 juin 2023 et contient 540 personnes.
- 2 députés :
  - Estelle Youssouffa
  - Mansour Kamardine
- 2 sénateurs :
  - Thani Mohamed Soilihi
  - Abdallah Hassani
- 26 conseillers départementaux
- 510 délégués des conseils municipaux

## Sénateurs sortants
| Sénateur | Sénateur              | Parti | Fonctions lors de l'élection en 2017 |
| -------- | --------------------- | ----- | ------------------------------------ |
|          | Abdallah Hassani      | MDM   | Conseiller municipal de Mamoudzou    |
|          | Thani Mohamed Soilihi | LREM  | Sénateur sortant                     |

## Présentation des listes et des candidats
| T/S | Candidats | Candidats             | Parti | Principales fonctions              |
| --- | --------- | --------------------- | ----- | ---------------------------------- |
| T   |           | Mouslim Abdourahaman  | RE    | Maire de Bouéni                    |
| S   |           | Achiaty Attoumani     | DVD   |                                    |
|     |           |                       |       |                                    |
| T   |           | Nadjim Ahamada        | MDM   |                                    |
| S   |           | Tayza Abdallah        | DVD   | Conseillère municipale à Koungou   |
|     |           |                       |       |                                    |
| T   |           | Anchya Bamana         | DVD   |                                    |
| S   |           | Soumaila Daoudou      | DVD   |                                    |
|     |           |                       |       |                                    |
| T   |           | Abdoul Doukaïni       | LR    |                                    |
| S   |           | Anrifia Saïdina       | LR    | Conseillère municipale à Mtsamboro |
|     |           |                       |       |                                    |
| T   |           | Aminat Hariti         | RE    | Conseillère municipale à Mamoudzou |
| S   |           | Oussouldine Abdou     | DVC   |                                    |
|     |           |                       |       |                                    |
| T   |           | Siaka Mahamoudou      | DVD   |                                    |
| S   |           | Charifia Soilihi      | DVD   |                                    |
|     |           |                       |       |                                    |
| T   |           | Thani Mohamed Soilihi | RE    | Sénateur sortant                   |
| S   |           | Salama Ramia          | RE    |                                    |
|     |           |                       |       |                                    |
| T   |           | Salim Nahouda         | DVG   |                                    |
| S   |           | Zaina Assani          | DVG   |                                    |
|     |           |                       |       |                                    |
| T   |           | Saïd Omar Oili        | NÉMA  | Maire de Dzaoudzi                  |
| S   |           | Sitirati Mroudjae     | DVG   |                                    |
|     |           |                       |       |                                    |
| T   |           | Zaidou Tavandday      | LR    | Conseiller départemental           |
| S   |           | Marise Ali            | LR    | Adjointe au maire de Kani-Kéli     |

## Résultats
| Candidats                | Candidats                | Parti                    | Nuance                   | Premier tour | Premier tour | Second tour | Second tour |
| Candidats                | Candidats                | Parti                    | Nuance                   | Voix         | %            | Voix        | %           |
| ------------------------ | ------------------------ | ------------------------ | ------------------------ | ------------ | ------------ | ----------- | ----------- |
|                          | Saïd Omar Oili           | NÉMA                     | DVC                      | 239          | 45,52        | 293         | 55,70       |
|                          | Zaidou Tavandday         | LR                       | LR                       | 218          | 41,52        | 229         | 43,54       |
|                          | Thani Mohamed Soilihi    | RE                       | RE                       | 185          | 35,24        | 257         | 48,86       |
|                          | Nadjim Ahamada           | MDM                      | DVD                      | 121          | 23,05        | Retrait     | Retrait     |
|                          | Anchya Bamana            | SE                       | DVD                      | 90           | 17,14        | 85          | 16,16       |
|                          | Abdoul Doukaïni          | LR                       | LR                       | 84           | 16,00        | Retrait     | Retrait     |
|                          | Mouslim Abdourahaman     | RE                       | DVC                      | 41           | 7,81         | Retrait     | Retrait     |
|                          | Salim Nahouda            | SE                       | DVG                      | 39           | 7,43         | Retrait     | Retrait     |
|                          | Aminat Hariti            | RE                       | DVC                      | 11           | 2,10         | 21          | 3,99        |
|                          | Siaka Mahamoudou         | SE                       | DVD                      | 8            | 1,52         | 7           | 1,33        |
|                          |                          |                          |                          |              |              |             |             |
| Suffrages exprimés       | Suffrages exprimés       | Suffrages exprimés       | Suffrages exprimés       | 525          | 97,22        | 526         | 98,87       |
| Votes blancs             | Votes blancs             | Votes blancs             | Votes blancs             | 1            | 0,19         | 4           | 0,75        |
| Votes nuls               | Votes nuls               | Votes nuls               | Votes nuls               | 2            | 0,37         | 2           | 0,38        |
| Total                    | Total                    | Total                    | Total                    | 528          | 100          | 532         | 100         |
| Abstention               | Abstention               | Abstention               | Abstention               | 12           | 2,22         | 8           | 1,48        |
| Inscrits / participation | Inscrits / participation | Inscrits / participation | Inscrits / participation | 540          | 97,78        | 540         | 98,52       |

## Suites
Le 19 septembre 2024, le Conseil constitutionnel déclare Mouslim Abdourahaman et Siaka Mahamoudou inéligibles pour 3 ans.
Le 27, c'est au tour d'Abdoul-Harithi Doukaïni de connaître le même sort pour 1 an.